# De Peilmolen
De Peilmolen in Oud-Alblas, in de Nederlandse gemeente Molenlanden, is in 1818 gebouwd ter bemaling van de Zuidzijderpolder. De molen die een in 1817 afgebrande wipmolen verving was tot 1881 een peilmolen of seinmolen, dat wil zeggen dat deze molen door middel van seinen naar andere molens in de omgeving het peil aangaf. Een ijzeren scheprad met een middellijn van 5,90 meter maalt het water uit de polder. In 1971 is de molen toen officieel buiten gebruik gesteld. De Peilmolen wordt bewoond en is niet te bezichtigen. Sinds 1968 is de Peilmolen eigendom van de SIMAV.
In 2007 werd de molen stilgezet vanwege de slechte staat van het wiekenkruis. In mei 2010 werd begonnen met de restauratie. In maart 2011 werden twee nieuwe roeden gestoken. In september 2011 was de molen weer draaivaardig. Een tegenvaller was echter dat het onderwiel in slechte staat bleek te verkeren en kon er alsnog niet gemalen worden. In september 2013 werd het onderwiel hersteld en er is nu sprake van een maalvaardige molen.

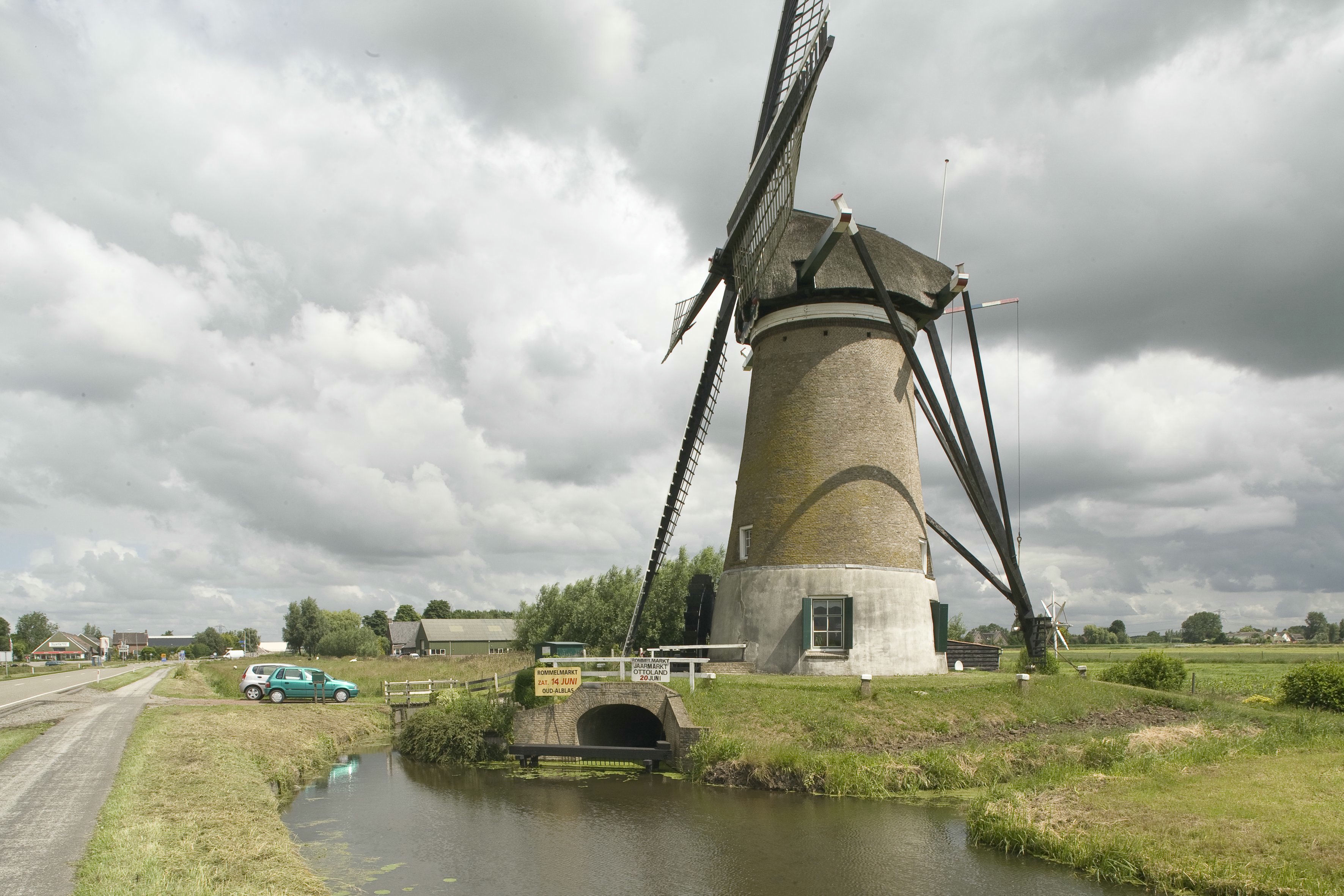
2007
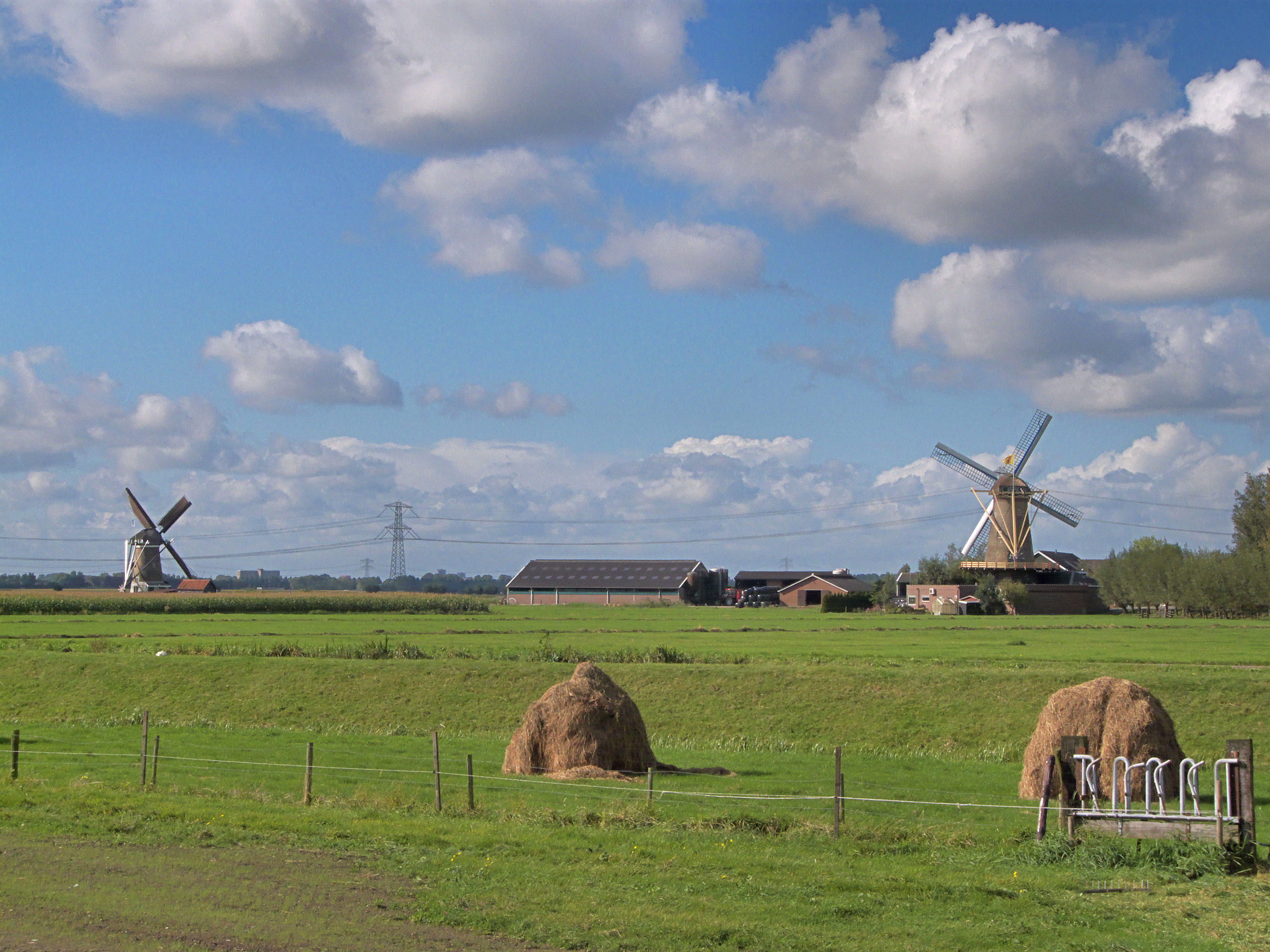
De Peilmolen (links), De Hoop (rechts)
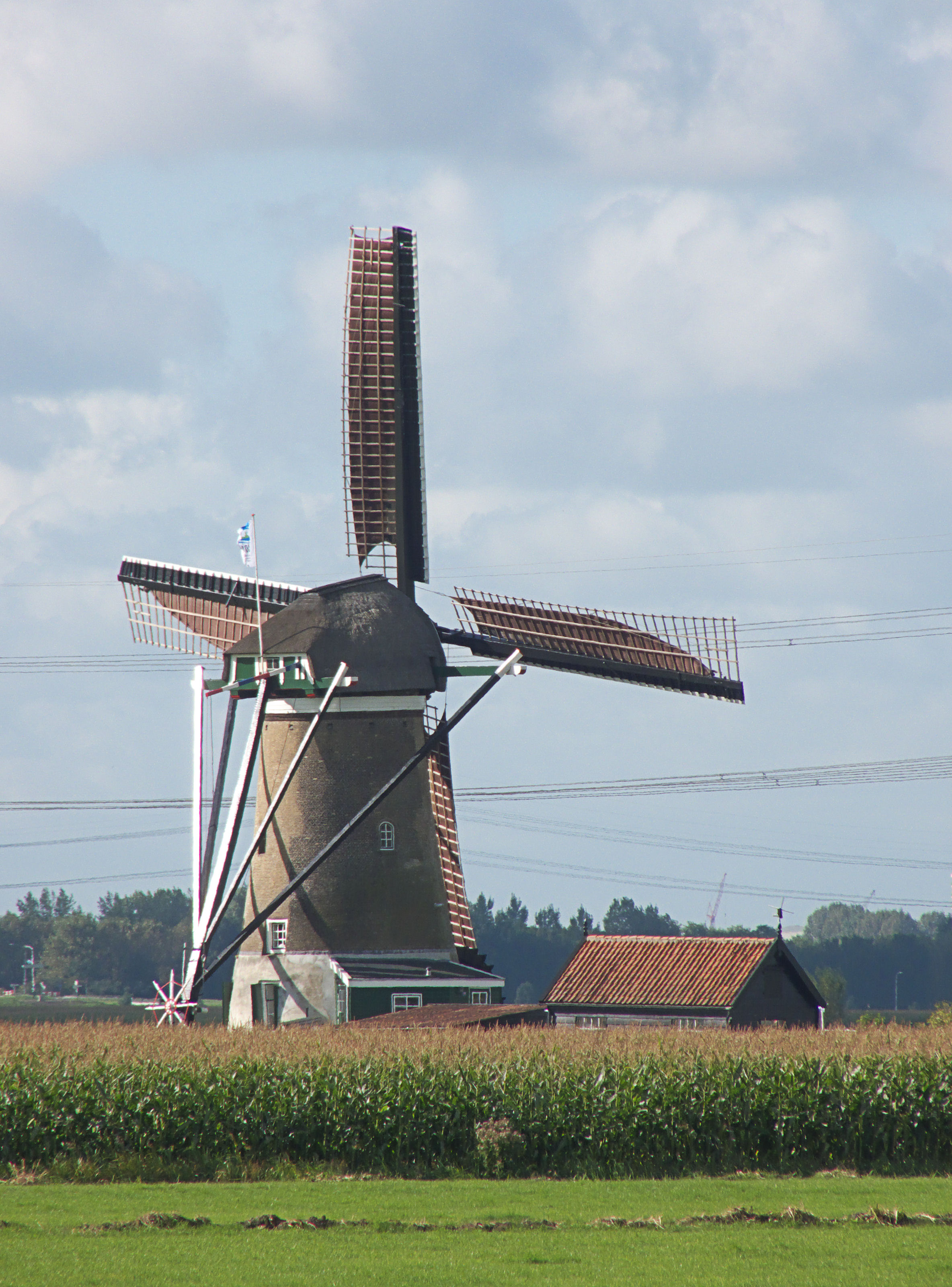
De Peilmolen september 2012